# 菅沼定芳
菅沼 定芳（すがぬま さだよし）は、江戸時代前期の譜代大名。伊勢国長島藩の第2代藩主、近江国膳所藩主を経て、丹波国亀山藩初代藩主となる。

## 生涯
天正15年（1587年）、菅沼定盈の6男として三河設楽郡野田にて生まれる。
慶長9年（1604年）から徳川家康に仕え、家康が隠居した後は徳川秀忠に仕えた。慶長11年（1606年）、長島藩の初代藩主であった同母兄の定仍が死去したため家督を継いで長島藩2代藩主となる。
慶長19年（1614年）からの大坂の陣においても参戦し、武功を挙げた。元和7年（1621年）、近江膳所藩に3万1千石で加増移封される。寛永11年（1634年）、1万石加増の4万1000石で丹波亀山藩へ移封される。寛永20年1月17日（1643年3月7日）に死去した。享年57。正室との間には先立たれた娘2人のみで、家督は庶長子の定昭が継いだ。

## 系譜
父母
- 菅沼定盈（実父）
- 普厳院 - 松平家次の娘（実母）
- 菅沼定仍（養父）

正室、継室
- 徳川家康の養女 - 松平康元の娘（正室）
- 三次一任の養女（継室）

子女
- 菅沼定昭（長男）
- 菅沼定実、生母は正室
- 田中定房 - 田中吉官の養子
- 菅沼定方
- 菅沼定賞
- 菅沼定之
- 小笠原長矩正室